# Barlaam e Iosafat
Barlaam e Iosafat (o Josaphat), anticamente venerati come santi cristiani, sono i protagonisti di un romanzo agiografico, popolarissimo in età medievale, ispirato alla vicenda della conversione del Buddha. La leggenda del Buddha venne conosciuta dai cristiani nell'Iran orientale e nell'Asia centrale dove i cristiani vivevano a contatto con i buddisti, con i mazdeisti e i manichei, grazie anche alla diffusione di qualche testo scritto come il Lalitavistara. Gli stessi nomi dei santi titolari ricalcano il sanscrito: il termine Bodhisattva si trasformò in Budasaf e poi in Iosafat; dal nome dell'eremita Balahuar, epiteto del Buddha stesso, ha origine il nome di Barlaam.
La prima redazione del testo, risalente presumibilmente al VI secolo, fu scritta nell'iranica lingua pahlavi, quindi venne tradotto in siriaco e in arabo e da queste derivarono molte altre traduzioni, a partire dal greco. La successiva traduzione in latino aprì le porte alla diffusione in tutta l'Europa del testo, convertito a sua volta anche in lingue volgari. Il più antico manoscritto che ce la tramanda è del 1021 ed è conservato a Kiev; il suo parente più stretto è a Monte Athos; l'altro del 1064 è ad Oxford.
Il racconto, giunto in Occidente nell'XI secolo ed attribuito a Giovanni Damasceno, conobbe una rapida diffusione e venne ritenuto storico, tanto che i nomi di Barlaam e di Iosafat vennero inseriti nel Martirologio Romano al 27 novembre.. Fu incluso da Jacopo da Varagine nella sua Legenda Aurea e ispirò opere di Bernardo Pulci e di Lope de Vega, oltre a numerose opere scultoree, come quella nel Battistero di Parma di Benedetto Antelami, miniature e vetrate, nonché alcune immagini sul mosaico di Otranto (precisamente i due elefanti indiani alla base dell'albero della vita).

## Contenuto

### Parte I
Abenner, re dell'India pagano e idolatra, perseguita i seguaci del Cristianesimo, introdotto in quelle terre da san Tommaso. Quando nasce il suo primogenito, che viene chiamato Iosafat, il sovrano convoca alcuni indovini che gli predicano il futuro del neonato: per compiacerlo, questi inventano profezie di un futuro roseo; uno di essi, tuttavia, gli rivela che il neonato abbraccerà il culto cristiano. Il re fa allora costruire uno splendido palazzo, nel quale rinchiude suo figlio perché ci viva circondato dal lusso, senza venire mai a conoscenza di qualunque dolore possa compromettere la sua felicità.
Mentre Abenner continua a perseguitare i cristiani, Barlaam, un dignitario dall'animo nobile, presta soccorso a un uomo con un piede maciullato da una bestia feroce: costui si rivela essere Cristo e lo converte, dandogli il dono della parola. Coi suoi discorsi Barlaam riesce ad ammaliare il re, ponendo le basi per la sua conversione. I funzionari di corte, invidiosi della stima che il re ha nei confronti di Barlaam, spingono Abenner a dichiarargli di volersi convertire; di fronte a questa bugia il funzionario reagisce con gioia, rivelando così la propria adesione al cristianesimo. Abenner tuttavia non fa giustiziare Barlaam, ma lo esilia; il dignitario si ritira nel deserto in eremitaggio.
Passano gli anni e Iosafat, mai uscito dal suo isolamento, comincia a essere curioso di cosa ci sia fuori dal palazzo, e chiede a suo padre di poterne uscire; il re è costretto ad acconsentire. Appena fuori dal palazzo, il giovane incontra un lebbroso, un cieco e un vecchio, e rimane sconvolto nello scoprire che al mondo esistono la malattia e la morte. Barlaam lo viene a sapere: avvicinatosi a Iosafat con uno stratagemma, lo inizia al Cristianesimo e lo battezza in gran segreto. Un istitutore di Iosafat, insospettito, scopre che il giovane prega in segreto, e informa Abenner; questi ordina l'arresto di Barlaam, ma il dignitario sparisce nel nulla.

### Parte II
La predicazione di Barlaam rafforza la fede dei monaci, che non cedono a torture e martìri; Abenner, inoltre, si infuria quando scopre che Iosafat desidera ardentemente farsi monaco. Il re organizza allora un piano: convocherà un asceta induista, che vestirà i panni di Barlaam e, davanti a un tribunale di maghi, dotti e astrologhi politeisti, fingerà di abiurare il cristianesimo. Iosafat tuttavia scopre l'inganno, e prega per un intervento della divina provvidenza: anziché abiurare, il finto Barlaam finisce per difendere la religione cristiana, in maniera così convincente che nessuno è in grado di replicare.
Abenner convoca allora Theudas, mago idolatra e dedito a pratiche occulte, che evoca degli spiriti maligni con le sembianze di splendide fanciulle, e li invia da Iosafat perché suscitino in lui il desiderio carnale, ma il suo piano non ha alcun effetto. Theudas allora spinge una fanciulla a dichiarare il proprio amore a Iosafat e, fingendo di volersi convertire, chiedergli di unirsi a lui per una notte. Iosafat è sul punto di cadere nell'inganno, ma prima che possa giacere con la fanciulla viene colto da visioni del Paradiso e dell'Inferno, grazie alle quali respinge la tentazione. Theudas allora affronta direttamente Iosafat, ma di fronte alla solidità della sua fede finisce per convertirsi a sua volta.
Abenner decide allora di dare parte del suo regno a Iosafat, per richiamarlo ai doveri politici: questi, nonostante il desiderio di condurre vita monastica nel deserto, obbedisce al padre, ma ne approfitta per distruggere templi e altari idolatri, erigendo al posto loro delle chiese; distribuisce inoltre le proprie ricchezze ai poveri, tanto che la sua fama si sparge ovunque. Di fronte alla rettitudine di suo figlio, Abenner viene finalmente convertito: gli lascia la gestione del regno e vive il resto della sua vita in penitenza, morendo in stato di grazia. Dopo alcuni anni di regno, Iosafat decide di portare a compimento il proprio voto: dopo aver informato il suo popolo, lascia il governo e si reca nel deserto. Ben presto attorno a lui si radunano migliaia di seguaci, ma lui ingiunge loro di tornare indietro, poiché deve tener fede alla propria promessa da solo.
Per due anni Iosafat vive da anacoreta, nutrendosi di erbe, soffrendo la mancanza di acqua ed esposto alle intemperie; il diavolo lo tenta con i ricordi della vita passata, mandandogli visioni di belve, mostri e draghi che lo minacciano, ma il giovane non cede. Al termine di questo periodo, Iosafat si ricongiunge finalmente col suo maestro Barlaam, già in punto di morte, che lo sollecita a portare a compimento il proprio cammino spirituale. Barlaam muore, seguito dopo molti anni da Iosafat: le loro tombe diventano mèta di pellegrinaggi, conversioni e miracoli.

## Culto

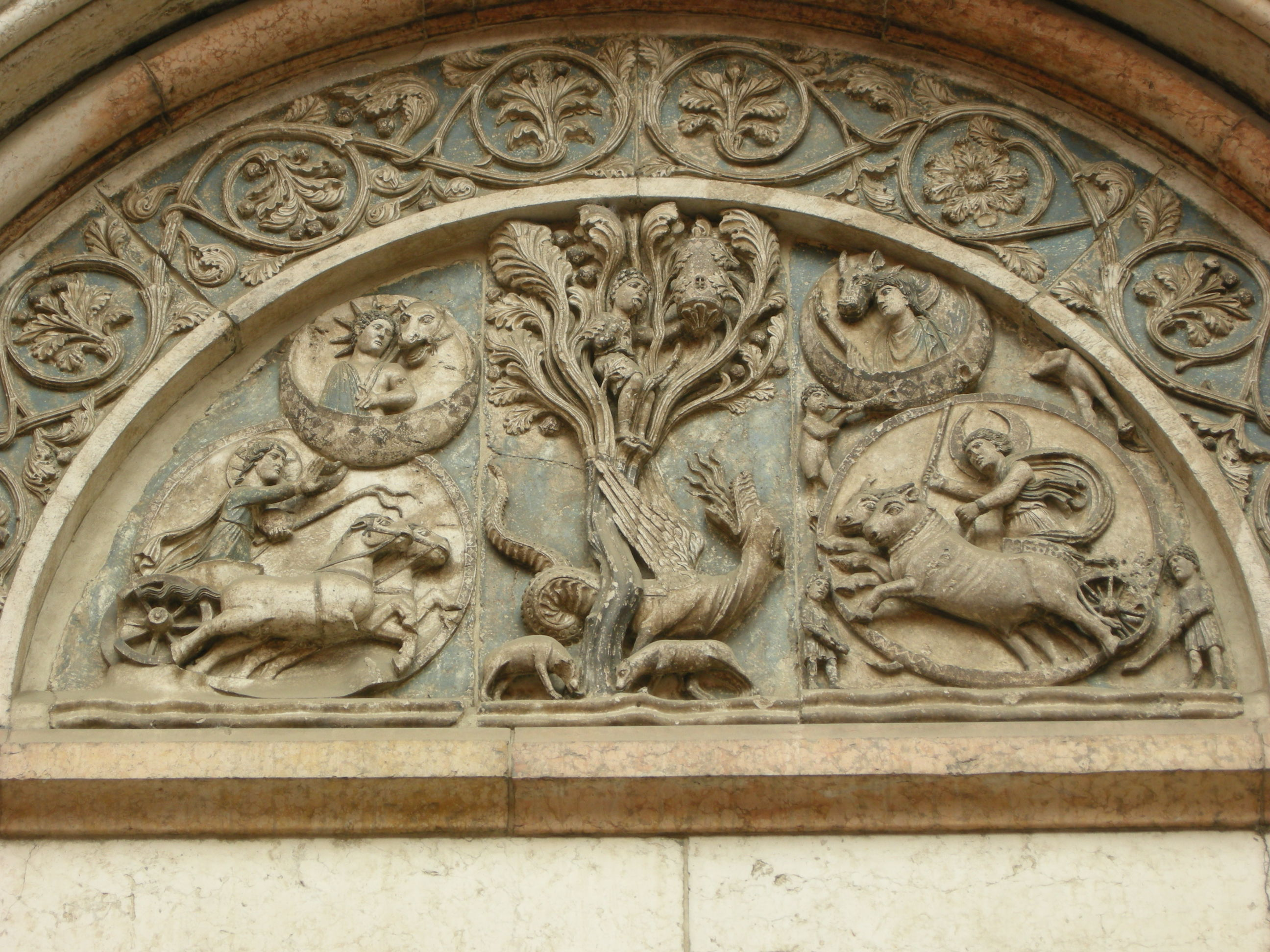
La Leggenda di Barlaam di Benedetto Antelami, rilievo sul battistero di Parma

La memoria dei santi Barlaam e Iosafat per la Chiesa cattolica un tempo ricorreva il 27 novembre; tuttavia, essi non figurano nelle edizioni del Martirologio Romano successive al 2004, alla luce di una revisione che ha eliminato figure di storicità incerta.
Il loro culto è invece ancora vivo presso la Chiesa ortodossa: la Chiesa di Grecia celebra la loro memoria il 26 agosto.